# خواکین سوسویلس
خواکین سوسویلس (انگلیسی: Joaquín Susvielles؛ زادهٔ ۲۸ فوریهٔ ۱۹۹۱) بازیکن فوتبال اهل آرژانتین است.